# Hamburg Wandsbeker Chaussee
Hamburg Wandsbeker Chaussee – stacja kolejowa i metra w Hamburgu, w Niemczech, w dzielnicy Eilbek.
Obecnie jest obsługiwanaprzez pociągi S-Bahn linii S1 i S11, a także linii metra U1 i składa się z dwóch oddzielnych stacji S-Bahn i U-Bahn.